# Целинный сельсовет (Новосибирская область)
Целинный сельсовет — сельское поселение в Коченёвском районе Новосибирской области Российской Федерации.
Административный центр — село Целинное.

## История
Статус и границы сельского поселения установлены Законом Новосибирской области от 2 июня 2004 года № 200-ОЗ «О статусе и границах муниципальных образований Новосибирской области»

## Население
| 2002  | 2010  | 2012  | 2013  | 2014  | 2015  | 2016  |
| ----- | ----- | ----- | ----- | ----- | ----- | ----- |
| 1780  | ↘1434 | ↘1425 | ↘1423 | ↗1434 | ↗1444 | ↘1426 |
| 2017  | 2018  | 2019  | 2020  | 2021  |       |       |
| ↘1383 | ↘1379 | ↗1382 | ↘1339 | ↘1333 |       |       |

## Состав сельского поселения
| № | Населённый пункт | Тип населённого пункта       | Население |
| - | ---------------- | ---------------------------- | --------- |
| 1 | Козлово          | деревня                      | ↘163      |
| 2 | Майский          | посёлок                      | ↘231      |
| 3 | Малореченка      | посёлок                      | ↘228      |
| 4 | Маслово          | посёлок                      | ↘76       |
| 5 | Целинное         | село, административный центр | ↘736      |

### Упразднённые населённые пункты
Воробьёво — упразднённый в 1968 году посёлок.